# Andrzej Busza
Andrzej Busza (ur. 17 listopada 1938 r. w Krakowie) – poeta polsko- i anglojęzyczny, eseista, literaturoznawca. Od 1939 przebywający poza Polską. Od 1965 na stałe w Vancouver w Kanadzie. Profesor emeritus University of British Columbia.
Busza, jako najmłodszy reprezentant oryginalnej fali literatury emigracyjnej po 1939, jest jednocześnie jej zaprzeczeniem, odmiennością. Fakt, że całe właściwie życie (łącznie z wczesnym dzieciństwem) spędził poza Polską, wpłynął bardzo istotnie na jego sposób postrzegania spraw i tematów krajowych. Członek pokoleniowej grupy literackiej „Kontynenty” w latach 50. i 60. XX wieku w Londynie, jest jednocześnie związany filozoficznie i estetycznie, zwłaszcza w pierwszym okresie twórczości, z całym krajowym pokoleniem „Współczesności”. W świecie akademickim jest cenionym badaczem i znawcą twórczości i życia Józefa Conrada.

## Życiorys
Po wybuchu II wojny światowej rodzice (Alfons i Cecylia Buszowie) schronili się na Huculszczyźnie, gdzie ojciec matki (Apolinary Tarnawski) miał sanatorium. Pobyt tam nie trwał długo. Rodzina Buszów i Tarnawskich ewakuowała się z Polski do Rumunii wraz z tysiącami innych uchodźców pod naporem zbliżających się frontów najeźdźczych armii sowieckiej i niemieckiej. W Rumunii nastąpiło rozstanie z ojcem, który udał się do Francji, do nowo tworzących się tam jednostek wojska polskiego. Matka wraz z dziećmi (w międzyczasie narodził się brat Andrzeja – Wit Busza) i rodziną Tarnawskich ostatecznie osiedlili się w obozach polskich w Palestynie. To właśnie ówczesna Palestyna była pierwszym stałym elementem jego dzieciństwa, gdyż przebywał tam do 1947, czyli do dziewiątego roku życia. Tam też brat matki, Wit Tarnawski zasiał w nim zainteresowanie i pasję do twórczości Józefa Conrada. Jesienią tego roku przybył z matką do Londynu, gdzie nastąpiło pierwsze od 1939 spotkanie z ojcem. Buszowie uniknęli przebywania w polskich obozach adaptacyjnych w Wielkiej Brytanii, ponieważ ojciec posiadał już własne mieszkanie w Londynie i był dość dobrze w nowym kraju zaaklimatyzowany. Był też przeciwny kontynuowaniu nauki syna w polskich szkołach, organizowanych w istniejących jeszcze strukturach Polskiego Państwa na Uchodźstwie. Tak więc od dziewiątego roku życia aż do ukończenia studiów uniwersyteckich Andrzej Busza związany był z brytyjskim systemem edukacyjno-wychowawczym. Do szkół polskich uczęszczał jedynie w okresie przerw wakacyjnych.
Ukończył filologię angielską na uniwersytecie w Londynie. W 1963 ożenił się z Polką, Wilhelminą Zofią Lech. Od 1965 r. przebywa w Kanadzie. Uzyskał stopień doktora na University of British Columbia (Kanada) za rozprawę o stosunku Conrada do literatury rosyjskiej. Na tej uczelni był profesorem literatury angielskiej.

## Biografia literacka
Mimo solidnego wykształcenia w języku i literaturze angielskiej – literackie zainteresowania i pasje Andrzeja Buszy od samego początku jego twórczości związane były z językiem polskim. Pracę magisterską na londyńskim University College napisał o wpływie polskości i literatury polskiej na twórczość Conrada. Wiersze zaczął pisać we wczesnej młodości "okresu londyńskiego" i pisał je początkowo wyłącznie w języku polskim. Oficjalnym debiutem poetyckim była publikacja wiersza „Łzy płyną w moim sercu” na łamach londyńskiego wydawnictwa emigracyjnego „Merkuriusz Polski – Życie Akademickie” w 1958. Z pismem tym (przemianowanym na „Kontynenty”) i grupą młodych poetów polskich o tej samej nazwie, związany był przez resztę ich istnienia. Związał się wówczas blisko z kilka tylko lat starszym od siebie Bogdanem Czaykowskim. Ta przyjaźń i literacka współpraca trwała aż do śmierci Czaykowskiego w 2007 w Vancouver.
Już w początkach swej twórczości i dyskusji nad kształtem emigracyjnej literatury polskiej Busza wyraźnie akcentował i podkreślał różność i odmienność tej specyficznej literatury wychodzącej spod piór autorów, z Polską jako krajem mających bardzo mało wspólnego. Zaznaczał, że Polska jest dla niego kształtem bardziej abstrakcyjnym niż dotykalnym. Uważał, że dzięki temu może się oderwać od pozaliterackich partykularyzmów literatury polskiej i dzięki temu właśnie osiągnąć pewien wymiar kosmopolityczny, paneuropejski. W takim rozumieniu 'ojczyzną' poety był zasadniczo bardziej język polski i literatura polska niż rzeczywisty kraj.
W 1962 otrzymał nagrodę im. Kościelskich, jako jeden z pierwszych jej laureatów. W 1967 odwiedził Polskę, co było ważnym wydarzeniem w jego życiu, wiążącym się z konfrontacją wyobrażeń o kraju i rzeczywistości krajowej. Pobyt ten, jak i późniejsze powroty, opisywał jako pozytywne i ważne ewenementy w jego życiu. Mimo tych silnych związków emocjonalnych i kulturowych, w latach późniejszych twórczość Buszy ewoluowała bardziej w kierunku języka angielskiego. Stawał się on powoli nie tylko językiem jego prac literaturoznawczych, akademickich, ale zaczynał dominować również w jego twórczości poetyckiej. Ale bez względu na język używany jako narzędzie twórczości poetyckiej – językiem kulturowym twórczości Buszy pozostała kultura europejska z silnym nawarstwieniem polskich tradycji kulturowo-literackich. Powodowało to też w nim samym konflikty i sprzeczności wewnętrzne. Pisał o tym w eseju "Cultural Dislocation and Poetry", określając to jako: sedno mojej kulturowej schizofrenii.
Współpracował z pismami emigracyjnymi, jak: „Kultura” paryska, „Kontynenty” londyńskie, „Strumień” vankuwerski; krajowymi: „Akcent” lubelski, „Fraza” rzeszowska i inne.
Poza oryginalną twórczością poetycką opublikował szereg prac naukowych z dziedziny literatury. Z najbardziej znanych wymienić należy pracę o J. Conradzie: Conrad's Polish Literary Background (1966) i wespół J.H. Stape Joseph Conrad. The Rover (1992). Zajmował się też tłumaczeniem twórczości poetów polskich (Mirona Białoszewskiego, Jarosława Iwaszkiewicza, Mieczysława Jastruna, Czesława Miłosza i Kazimierza Wierzyńskiego).
Twórczość Andrzeja Buszy była tematem szeregu opracowań polskich badaczy literatury na uniwersytetach rzeszowskim, katowickim i jagiellońskim. Członek korespondencyjny Polskiego Towarzystwa Naukowego na Obczyźnie
Poeta Janusz Szuber zadedykował Andrzejowi Buszy utwór pt. „Cokolwiek by nie powiedzieć na tę okoliczność”, wydany w tomiku poezji pt. Powiedzieć. Cokolwiek z 2011.

## Twórczość

### Tomiki poetyckie
- Znaki wodne. Poezje. Paryż 1969;
- Astrologer in the Underground (tł. J. Boraks i M. Bullock, Ohio University Press (USA) 1971;
- Głosy i refrakcje (tł. B. Czaykowski, Berlin-Toronto, 2001;
- Obrazy z życie Laquedema. Scenes from the life of Laquedem (tł. B. Czaykowski) Berlin-Toronto 2003;
- Pełnia i przesilenie. Full Moon and Summer Solstice (wspólnie z B. Czakowskim), Toronto-Rzeszów 2008;
- Kohelet (w oprac. B. Tarnowskiej) Toronto-Rzeszów 2008[10].

### Proza
- Uroczystość; „Kontynenty – Nowy Merkuriusz”, 1959, nr 7/8;
- Święto szpitalne; ibid. 1960, nr 14;
- Ten który chodził własnymi drogami; ibid. 1960, nr 23/24;
- Old men; Barbarian Press (Mission, Kanada), 1980;
- Skorpiony; (tł. B. Tarnawska) „Fraza” 2008, nr 3/4.

Andrzej Busza jest również autorem szeregu prac literaturoznawczych. Większość jego publikacji dotyczyła twórczości i życia Józefa Conrada i powstały głównie w języku angielskim.